# Єдиноріг (геральдика)
Єдиноріг — геральдичний символ обережності, обачності, розсудливості, чистоти, непорочності, строгості, суворості. Пара єдинорогів є щитотримачами в гербі Шотландії, по одному — в державних гербах Великої Британії і Канади.

## Використання
Він фігурою схожий з конем і відрізняється від нього рогом, яким озброєна його голова, і борідкою. Якщо єдиноріг мав корону, то не на голові, а на шиї, у вигляді нашийника.
У геральдичних книгах єдиноріг уподібнений відважному солдату, «який скоріше готовий загинути, ніж живим потрапити у руки ворога». Існувало й інше метафоричне тлумачення єдинорога на гербі середньовічного лицаря: «від хороброго чоловіка вороги біжать, як отрута від чудесного рога». Це і прообраз чернечого життя, прагнення до усамітнення. Зв'язок символіки єдинорога з  Дівою Марією і  Ісусом Христом високо цінувалася, через що деякі середньовічні автори висловлювали думку, що єдиноріг не повинен бути заплямований встановленням його зображення на щит або нашоломник.
Однак до XVIII сторіччя фігура геральдичного єдинорога набула популярність у родових гербах. Іноді гербовий знак єдинорога влади дарували майстру чи торговій компанії за найвищу якість товару. Єдиноріг називається притуленим (accule), коли він стоїть прямо з піднятими передніми ногами, і в оборонному положенні (en defense), коли хоче як би захиститися своїм рогом. В інших видах зустрічався рідко.

## Україна
На гербі міста Заліщики зображена Заліщицька ратуша та єдиноріг над нею. Єдиноріг символізує мужність та військову звитягу, а також уособлює швидкість коня та ударну силу рогу бика. Герб можна побачити в Заліщиках при в'їзді в місто з півдня (висота ~4 метри). 

## Візантія
Візантійські імператори у державній символіці в поєднанні з двоголовим орлом вживали чотири герби найбільших префектур колишньої Римської імперії, а саме: орла  Італії, грифа  Галлії, єдинорога  Азії і лева  Іллірії

## Росія
На золотих російських монетах зображувався починаючи з часів великого князя Московського Івана III і закінчуючи правлінням царя  Олексія Михайловича Романова (починаючи від  Лжедмитрія I карбувався також на срібних монетах). З 1562 р. єдиноріг зображується на грудях двоголового орла, нарівні зі святим Георгієм, таким чином в дану епоху їх семантика була рівнозначною.
Символ єдинорога міститься на двосторонніх державних печатках царя  Івана Грозного: Великий (від 1562 р.) і Малій (від 1571 р.), також Великих державних печатках царів  Бориса Годунова, Лжедмитрія, Михайла Федоровича, Олексія Михайловича, на печатці Великого палацу часу царювання Михайла Федоровича. Печаткою з єдинорогом скріплювалися листи Івана Грозного, що мають особистий характер, наприклад листування з  Кирило-Білозерським монастирем.
Єдинорога також зображено на спинці трону Грізного царя, на церемоніальних сокирах, сідлах, віконних наличниках палаців, на гербах російських дворянських родів Баташевих, Бонч-Бруєвичів, Верігіних, Кудрявцевих, Остафьєвих,  Романівських, Стрекалових, Тургенєвих, Шувалових, як щитотримач включений у герби Болтинових, Єрмолових,  Козловських, Салтикових, Лоріс-Мелікових.

## Інші держави
Крім того, присутній на гербах міст:  Лисьва (Росія), Сен-Ло (Франція), Лішніць (Чехія) , Віштутіс і Меркін (Литва), Рамош (Швейцарія),  Егер (Угорщина) , Швебиш-Гмюнд і Гінген-на-Бренці (Німеччина) зображений в гербі канадської провінції  Ньюфаундленд.
В  гербі Казахстану зображений тулпар — легендарна істота, що сполучає ріг єдинорога і крила Пегаса.

## Галерея

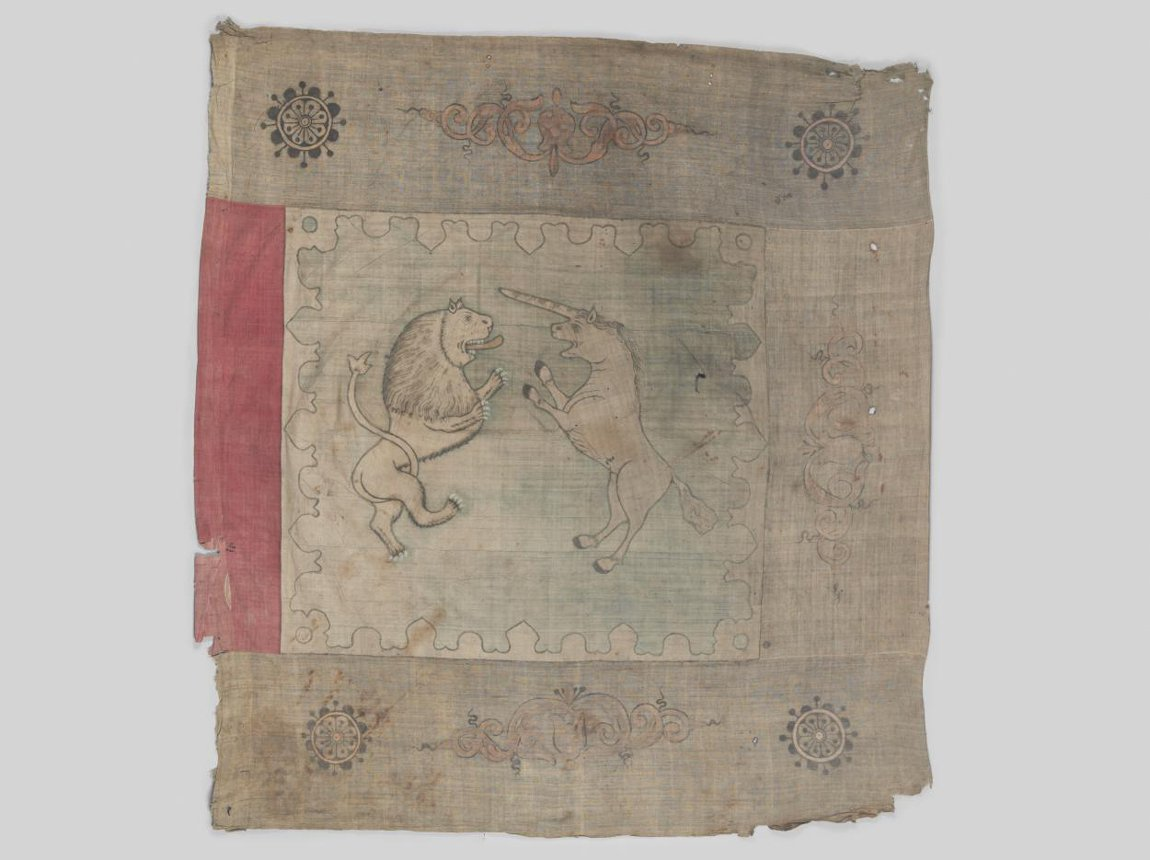
Лев і єдиноріг на прапорі,  Єрмака, який був з ним при підкоренні Сибіру  (1581-1582 рр.)
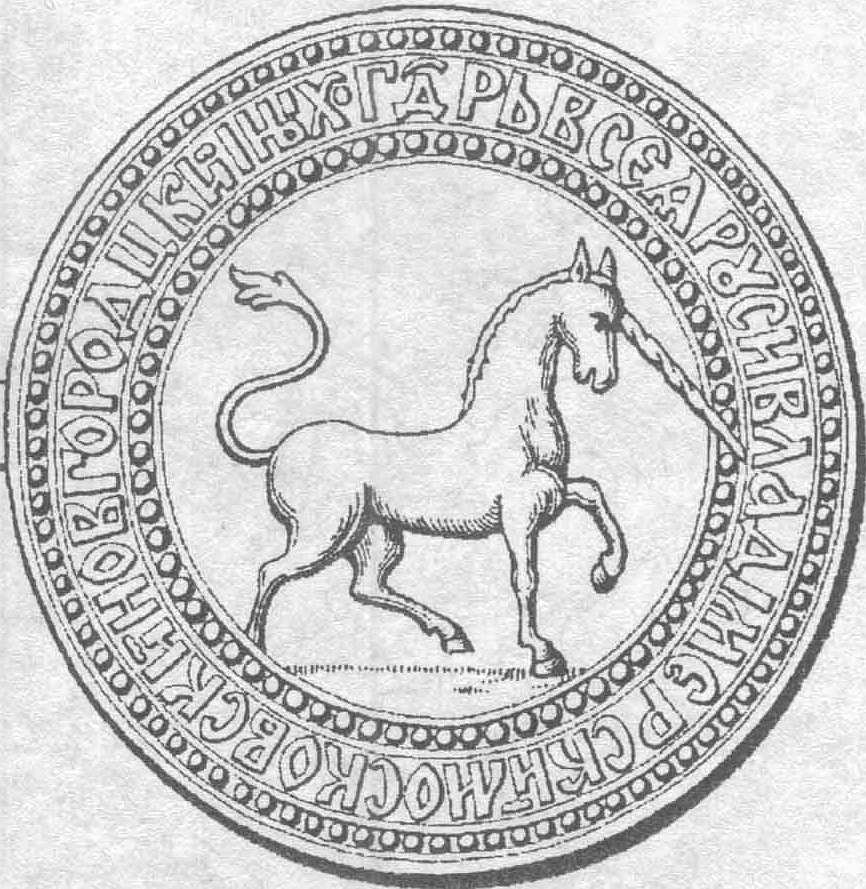
Особиста печатка  Івана Грозного
Герб Великої Британії, див. Лев і єдиноріг
Королівський герб Шотландії
Герб Канади
Герб Казахстану
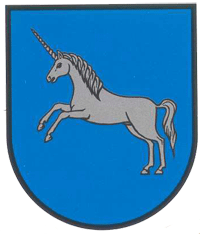
Герб селища Немирів
Герб Лішніць, Чехія
Герб Рамоша, Швейцарія
Герб Швебіш-Гмюнду, Німеччина
Герб  Гінгена-на-Бренці, Німеччина
Герб Еґера, Угорщина
Герб міста Заліщики

Нині також зустрічається у назвах і на логотипах деяких громадських організацій.